# 利维奥·贝鲁蒂
利维奥·贝鲁蒂（義大利語：Livio Berruti，1939年5月19日—），意大利男子田径运动员。他曾获得1960年夏季奥运会田径比赛男子200米冠军。後來，他也参加了1964年夏季奥运会和1968年夏季奥运会，均未获得奖牌。

## 外部連結
- 利维奥·贝鲁蒂在国际奥林匹克委员会的资料
- 利维奥·贝鲁蒂在的頁面
- 利维奥·贝鲁蒂在Sports Reference

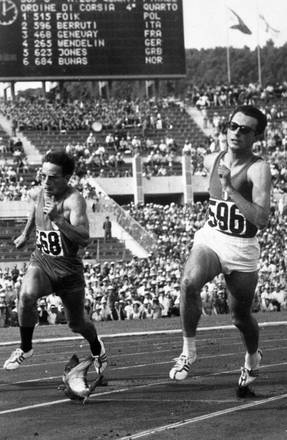
1960年夏季奧林匹克運動會田徑200公尺，保罗·热纳韦、Livio Berruti

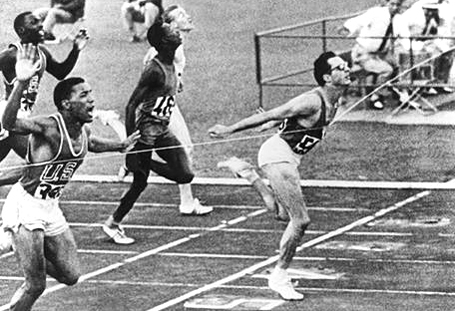
1960年夏季奧林匹克運動會田徑200公尺決賽

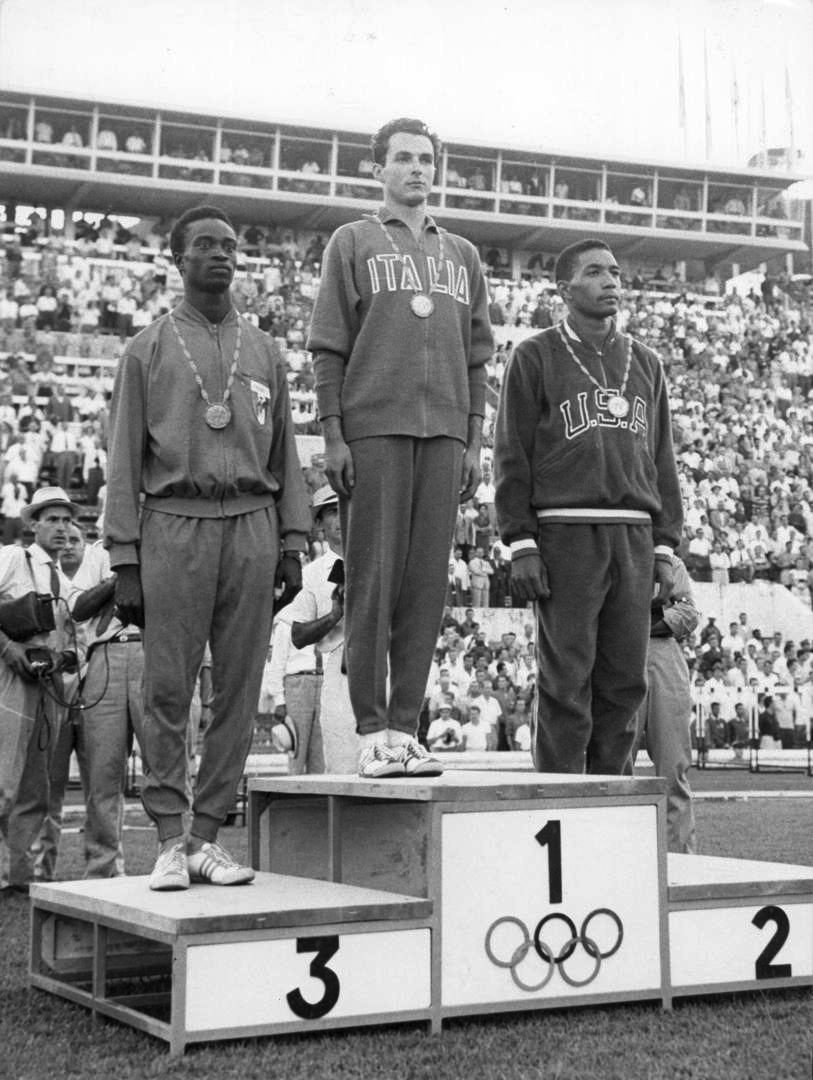
1960年夏季奧林匹克運動會田徑200公尺頒獎

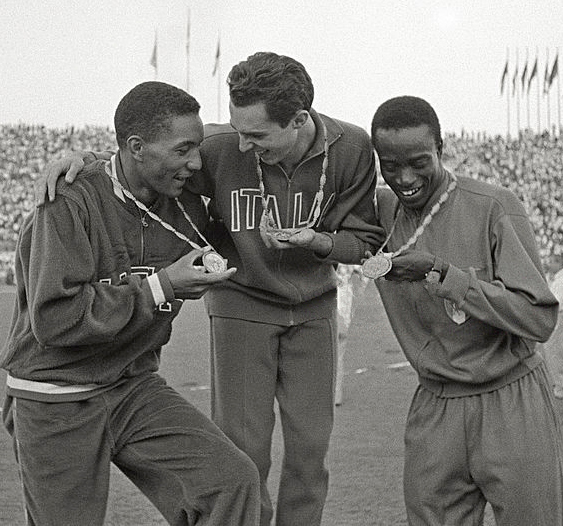
1960年夏季奧林匹克運動會田徑200公尺頒獎後，莱斯特·卡尼、Livio Berruti、Abdoulaye Seye

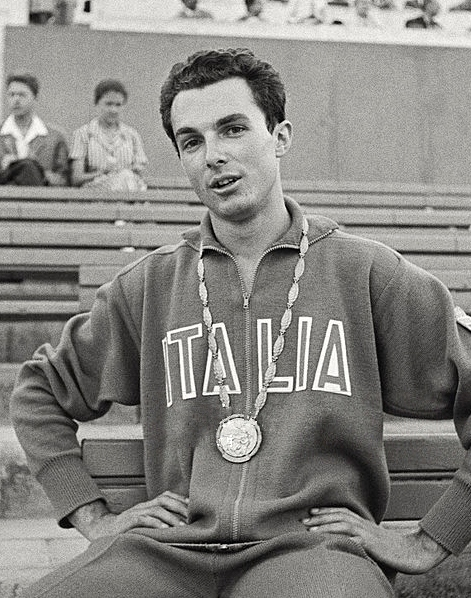
1960年夏季奧林匹克運動會田徑200公尺金牌

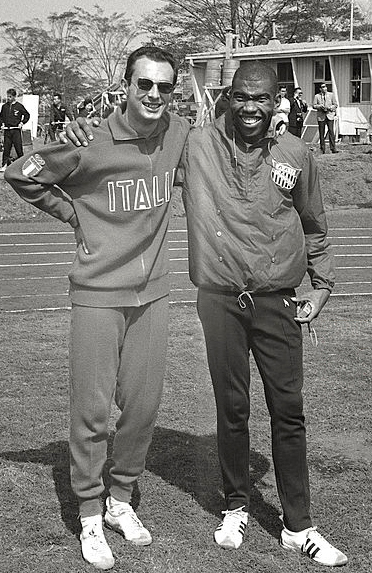
1964年夏季奧林匹克運動會田徑200公尺決賽後，Livio Berruti、Paul Drayton

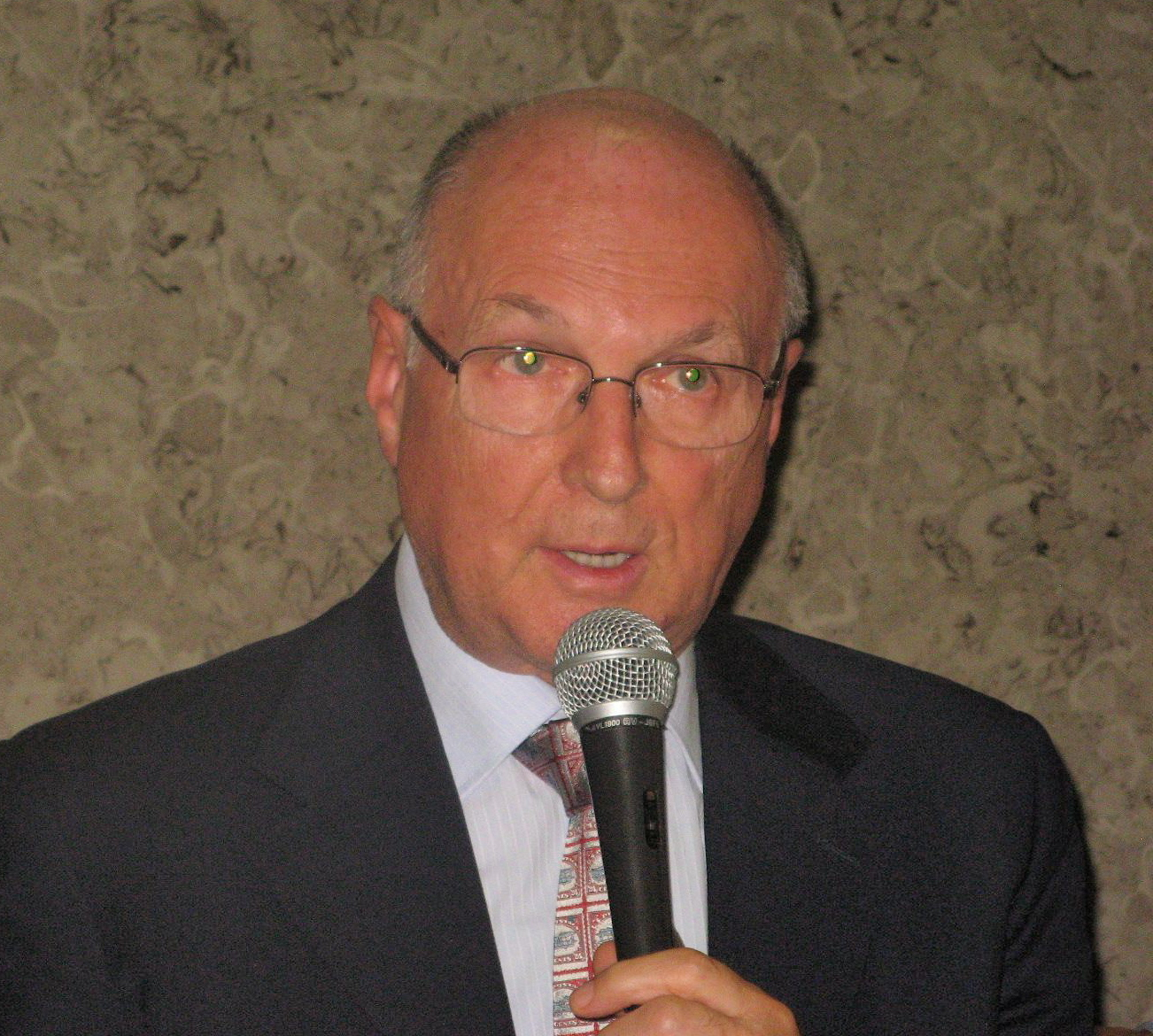
2010年

- Gregori, Claudio.  [Livio Berruti—The romance of a champion and his time]. Cassina de' Pecchi (Milan), Italy: Edizioni Roberto Vallardi. 2009  [2019-11-09]. ISBN 978-88-95684-31-4. （原始内容存档于2022-03-16） （意大利语）.
- . Federazione Italiana Di Atletica Leggera.   [2021-02-20]. （原始内容存档于2020-10-28） （意大利语）.